# わんだーらんど
わんだーらんど（実際には、わんだ〜らんどと表記する）は、大阪府にある漫画専門店。日本のマンガ専門店としては草分け的存在である。現在はトーハンの完全子会社であるスーパーブックスが運営している。

## 概要
1980年2月、大阪府堺市の泉北高速鉄道深井駅近く、泉北1号線沿いに敷地5坪の書店としてオープンした。深井はターミナル駅でもなく専用駐車場もないため立地条件はよくなかったが、狭い店内はマンガで埋め尽くされており、大阪市内の大型書店でもなかなかみつからないような品揃えであったことから、泉北ニュータウンをはじめ周辺地域の中高生などに口コミで広がり、支持を得た。
その後、1990年には南海高野線三国ヶ丘駅前にMIC店を開店（1995年2月閉店）している。
1993年8月には大阪市内に進出し難波店を開店。当時はまだ日本橋へのオタク向け店舗の大量参入（いわゆる「オタロード」の形成）が起こる前であったが、日本橋筋商店街とともに日本橋電気街を形成するなんさん通りの一本南と言う、裏通りとは言え利便性の高い立地で難波店は活況を呈し、狭い店内が客でごった返して移動も困難になるということも珍しくなかった。
1995年、南海高野線中百舌鳥駅前に本店を移動した。それまで本店だった深井店は閉店されたが、敷地面積は数倍に増えている。
店舗の面積が広がるにつれ、品揃えもさらに豊富になり、様々な分野のマンガはもとよりライトノベルやサブカルチャー関連の書籍についても広く取り扱っている。また、スペースを利用してサイン会なども活発に開いている。
順調に拡大を続けているように見えたが、2000年に開店した千日前店（南OSプラザ地下1階）がわずか2週間弱（7月7日から23日まで）で閉店しており、これ以降新規の開店はない。また、とらのあななど、東京資本の大型マンガ専門店が日本橋に進出してきていることも不安材料である。
2011年3月23日をもって、中百舌鳥店を閉店した。これにより、創業の地である堺市から店舗がなくなることとなった。

## 店舗（2019年現在）
- なんば店

## 関連書籍
- 南端利晴・南端裕子「遊ぶ本屋 まんが専門店わんだ～らんどの記録」新文化通信社 1986/11出版

## わんだーらんど新聞
- 開店以降2000年まで毎月無料配布されていた「わんだーらんど新聞」では、売り上げや新刊情報のほかにいしいひさいちの新作4コママンガが連載されていた。